# Pete Cashmore
Pour les articles homonymes, voir Cashmore.
Pete Cashmore (né le  18 septembre 1985) est le CEO et le fondateur du blog Mashable, un blog classé dans le top 10 mondial par Technorati[réf. nécessaire]. Il a grandi à Banchory, et il a fondé Mashable à Aberdeen à l'âge de 19 ans, en 2005. Cashmore passe aujourd'hui son temps à voyager entre l'Écosse, New York, et San Francisco.
En 2009, Cashmore a été choisi parmi les 30 en dessous de 30 ans du magazine Inc., et le Top 25 des célébrités de Forbes, et parmi le Top 10 de ceux qui changent les règles du jeu par The Huffington Post. Il écrit aussi une rubrique hebdomadaire sur les médias sociaux pour CNN. 
Pete Cashmore a été couronné par INQ comme le britannique le plus influent, et l'utilisateur de Twitter le plus influent dans le monde en 2009.